# ماونتین میدوز (کلرادو)
ماونتین میدوز (به انگلیسی: Mountain Meadows) یک منطقهٔ مسکونی در ایالات متحده آمریکا است که در شهرستان بولدر، کلرادو واقع شده‌است. ماونتین میدوز ۴٫۵ کیلومتر مربع مساحت و ۲۷۴ نفر جمعیت دارد و ۲٬۲۱۲٫۸۷ متر بالاتر از سطح دریا واقع شده‌است.